# Birger Gustavson
Birger Edvard Rober Gustavson, född 10 oktober 1918 i Jönköping, död 13 juni 1989, var en svensk arkitekt.
Gustavson, som var son till möbelsnickare Edvard Gustavson och Signe Andersson, utexaminerades från Kungliga Tekniska högskolan 1945. Han var anställd vid Stockholms stads byggnadsnämnd 1946–1947, vid Byggnadsstyrelsen 1947–1960, på HSB:s riksförbunds arkitektkontor 1961–1966 och var länsarkitekt i Östergötlands län 1967–1981.